# ليفي هابارد
ليفي هابارد هو سياسي أمريكي، ولد في 19 ديسمبر 1762 في ورسستر في الولايات المتحدة، وتوفي في 18 فبراير 1836 في باريس في الولايات المتحدة. نشط حزبياً في الحزب الجمهوري الديمقراطي. وقد انتخب عضو مجلس نواب ماساتشوستس ‏ وانتخب عضو مجلس النواب الأمريكي ‏.